# Уэйлс (остров)
Уэйлс (англ. Wales Island) — остров Канадского Арктического архипелага. В настоящее время остров необитаем (2012).

## География
Площадь острова составляет 1137 км². Длина береговой линии — 176 км. Длина острова составляет 63 км, максимальная ширина — 23 км. Ландшафт представляет собой равнину, по которой разбросаны небольшие озёра, местность немного повышается к центру острова, где высота достигает максимума в 80 метров над уровнем моря.
Остров расположен в заливе Коммитти, который является самой южной частью залива Бутия. Лишь узкий полуторакилометровый залив отделяет Уэйлс от полуострова Мелвилл, до полуострова Симпсон на западном берегу залива — 51 километр. Ближайшим населённым пунктом является Репалс Бей, который находится в 130 км к югу на противоположной стороне полуострова Мелвилл.